# Espàrtoc II
Espàrtoc II o Espàrtac II (en llatí Spartocus o Spartacus, en grec antic Σπάρτοκος B') va ser un rei del Bòsfor Cimmeri.
Va pujar al tron el 353 aC succeint al seu pare Leucó del Bòsfor ja que era el fill gran. Segons Diodor de Sicília va governar durant cinc anys juntament amb el seu germà Parisades I. Al morir, (circa el 348 aC) el seu germà i suposadament hereu, el va succeir.
Els noms dels dos reis apareixen en un text epigràfic gravat en una estela de marbre amb un relleu que representa Espàrtoc i Parisades al tron, i el seu germà Apol·loni al seu costat. L'estela, datada el 346 aC, aproximadament dos anys després de la mort de Leucó, va ser descoberta a l'Àtica, al Pireu amb una fórmula introductòria que diu: "A Espàrtoc, Parisades i Apol·loni, fills de Leucó".